# All My Children
All My Children (ABC) es una serie de televisión estrenada el 5 de enero de 1970 y emitida hasta el 23 de septiembre de 2011; y una serie de reposición televisión estrenada (Prospect Park TOLN) el 29 de abril de 2013. Creada por Agnes Nixon, la historia se centra en Pine Valley (Pensilvania) y un pequeño y ficticio suburbio de Filadelfia. El miembro del elenco con más años de servicio es Susan Lucci, quien interpretó a la heroína Erica Kane desde enero de 1970 hasta el final original en septiembre de 2011.
El éxito de la telenovela se puede notar en el hecho de que pasó de tener capítulos de media hora a una hora a partir de 1977, inclusive se le puede considerar como una de las pocas telenovelas matutinas que pasaron a sobrevivir el inicio del siglo XXI, cuando dejaron de ser populares.

## Argumento
Narra la historia de varias familias enfrentadas en la pequeña población de Pine Valley. Las dinastías de los Kane, los Chandler y los Martin se entrecruzaban en diferentes amoríos, escándalos, enemistades, luchas y sueños compartidos.

## Reparto seleccionado
| Actor                         | Personaje                | Duración                           |
| ----------------------------- | ------------------------ | ---------------------------------- |
| Susan Lucci                   | Erica Kane               | 1971-2011                          |
| Anthony Addabbo               | Dimitri Marick           | 2001                               |
| Mary Kay Adams                | Mrs Lacey                | 2003                               |
| Nancy Addison                 | Marissa Rampal           | 1989                               |
| Mackenzie Aladjem             | Miranda Montgomery       | 2010–11                            |
| Micah Alberti                 | Jamie Martin             | 2002–03                            |
| Grant Aleksander              | Alec McIntyre            | 1993–95                            |
| Kevin Alexander               | JR Chandler              | 1992–96                            |
| Mary Alice                    | Ellie Grant Hubbard      | 1980                               |
| Brittany Allen                | Marissa Tasker           | 2009–10                            |
| Laura Allen                   | Laura Kirk English       | 2000-02                            |
| Philip Amelio                 | Scott Chandler           | 1987–91                            |
| Melody Anderson               | Natalie Marlowe          | 1992–93                            |
| Melody Anderson               | Janet Dillon             | 1993                               |
| Terrell Anthony               | Tad Martin               | 1990                               |
| Matthew Anton                 | Tad Martin               | 1973–77                            |
| Tom Archdeacon                | Aidan Devan              | 2004                               |
| Elizabeth Ashley              | Madge Sinclair           | 1996                               |
| Jamal y Jamil Azizi           | Jamie Martin             | 1993–94                            |
| Amanda Baker                  | Babe Carey               | 2007–09                            |
| Kaye Ballard                  | Mrs Remo                 | 1970                               |
| Joseph Barbara                | Paolo Caselli            | 2000                               |
| Julia Barr                    | Brooke English           | 1976–2006, 2010–11, 2013           |
| Bernard Barrow                | Louie Slavinsky          | 1991–92                            |
| Patricia Barry                | Peg English              | 1981–2005                          |
| Mischa Barton                 | Lily Montgomery          | 1995                               |
| Jennifer Bassey               | Marian Chandler          | 1983–89, 1995–2009, 2011           |
| Kathy Bates                   | Belle Bodelle            | 1984                               |
| Charlotte y Margaret Baughman | JR Chandler              | 1989–92                            |
| Amanda Bearse                 | Amanda Cousins           | 1981–84                            |
| Noelle Beck                   | Trisha Alden             | 1991–92                            |
| Maurice Benard                | Nico Kelly               | 1987–90                            |
| Jonathan Bennett              | JR Chandler              | 2001–02                            |
| Peter Bergman                 | Cliff Warner             | 1979–89                            |
| Ruth Warrick                  | Phoebe Tyler Wallingford | 1970-2005                          |
| Fritz Weaver                  | Hugo Marick              | 1992                               |
| Alyce Webb                    | Sarah Valentine          | 1984                               |
| Ellen Wheeler                 | Cindy Parker Chandler    | 1987–89, 2000–01                   |
| Ellen Wheeler                 | Karen Parker             | 1989                               |
| Dondre Whitfield              | Terrence Frye            | 1991–94                            |
| Tudi Wiggins                  | Sarah Kingsley           | 1981–82                            |
| Caroline Wilde                | Bianca Montgomery        | 1990–91                            |
| Lisa Wilkinson                | Nancy Grant              | 1973–84, 1995                      |
| Walt Willey                   | Jackson Montgomery       | 1987–2011                          |
| Darnell Williams              | Jesse Hubbard            | 1981–88, 1994, 2001, 2008–11, 2013 |
| Susan Willis                  | Helga Voynitzheva        | 1992                               |
| Robert Scott Wilson           | Pete Cortlandt           | 2013                               |
| Finn Wittrock                 | Damon Miller             | 2009–11                            |
| Robert S. Woods               | Bo Buchanan              | 2004–05                            |
| Laura Wright                  | Ally Rescott             | 1991–92                            |
| Samuel E. Wright              | Bill Fisher              | 1983                               |
| Z. Wright                     | Frankie Hubbard          | 1986–91                            |
| John J. York                  | Mac Scorpio              | 2001                               |
| Jacob Young                   | JR Chandler              | 2003–11                            |
| Malgorzata Zajaczkowska       | Corvina Lang             | 1994–95                            |

## Antecedentes

### Orígenes
Agnes Nixon, entonces escritora principal de The Guiding Light, tuvo la idea de All My Children en la década de 1960. Al escribir la biblia de la historia, diseñó el programa para que fuera una telenovela alegre que se centrara en cuestiones sociales y el amor juvenil. Intentó sin éxito vender la serie a NBC, luego a CBS y una vez más a NBC a través de Procter & Gamble. Cuando Procter & Gamble no pudo hacer espacio para el programa en su programación, Nixon puso a All My Children en espera.
Nixon se convirtió en escritora principal de Another World en 1965 y decidió usar algunas ideas de su biblia All My Children. En particular, usó el modelo del personaje de Erica Kane para crear un nuevo personaje de Another World llamado Rachel Davis. Nixon dijo que Rachel fue la "precursora del público de Erica... [Lo que] Erica y Rachel tienen en común es que pensaron que si podían conseguir su sueño, estarían satisfechas... Pero ese sueño ha sido esquivo", dijo Nixon.. 

### Creación
ABC luego se acercó a ella para crear un programa que reflejara un tono más contemporáneo. Ese programa se convirtió en One Life to Live, y se estrenó en 1968. Después de que el programa se convirtió en un éxito, la cadena le pidió otro programa y ella accedió reviviendo su biblia All My Children y el personaje de Erica Kane.
Nixon escribió un poema para incluir en el álbum de fotos que se muestra en los títulos de crédito de la serie. El poema dice: Los grandes y los pequeños, los ricos y los pobres, los débiles y los fuertes, en la enfermedad y en la salud, en la alegría y en el dolor, en la tragedia y en el triunfo, todos sois mis hijos.

### Años 1970
All My Children debutó el 5 de enero de 1970, reemplazando el programa de juegos cancelado Dream House. Rosemary Prinz fue contratada para ser la "estrella invitada especial" durante seis meses, interpretando el papel de la activista política Amy Tyler. Prinz era bien conocida por su papel de Penny Hughes en As the World Turns en las décadas de 1950 y 1960, y se agregó al programa para darle un impulso inicial debido al valor de su nombre. Desde 1970 hasta la década de 1980, el programa fue escrito por la propia Nixon o por su protegido, Wisner Washam. Nixon lo preparó para que finalmente tomara las riendas en la década de 1980 mientras ella se enfocaba en otros esfuerzos, que incluían la creación y el lanzamiento de Loving en 1983. 
Nixon se esforzó por crear una telenovela que fuera de actualidad y pudiera ilustrar problemas sociales para la audiencia. Quería esto y una combinación de humor habitual para la serie. Para mantener la acción más real, permitió que el público localizara su "Pine Valley" ficticio en un mapa: situado a solo una hora en tren de la ciudad de Nueva York. Muchos creían que Pine Valley estaba en Nueva York debido a una ciudad llamada Pine Valley en el oeste de Nueva York. Sin embargo, no fue hasta 1980 que finalmente se reveló que Pine Valley es en realidad en Pensilvania, cerca de Filadelfia y también cerca de una vida para vivir ' s Llanview. (Según los informes, Nixon modeló la ciudad en Rosemont, un suburbio real de Filadelfia).

## Producción

### Directores
Jill Ackles, Larry Auerbach, James A. Baffico, Jack Coffey, Jean Dadario Burke, Conal O'Brien, Casey Childs, Christopher Goutman, Sherrell Hoffman, Del Hughes, Henry Kaplan, Andrew Lee, Robert Scinto, Susan Simon, Diana B. Wenman, Anthony Pascarelli, Steven Williford, Christopher Goutman, Angela Tessinari, Michael V. Pomarico, Sonia Blangiardo, Habib Azar

### Productores
Felicia Minei Behr, Jean Dadario Burke, Michael Laibson, Heidi Adam, Terry Cacavio, Casey Childs, Thomas DeVilliers, Lisa Connor, Linda Laundra, Stephen Schenkel, Nancy Horwich, Karen Johnson, Sonia Blangiardo, Vivian Gundaker, Dustin Fitzharris, Jennifer Salamone

### Escritores
Neal Bell, Clarice Blackburn, Bettina F. Bradbury, Craig Carlson, Cathy Chicos, Hal Corley, Christina Covino, Carolyn Culliton, William Delligan, Judith Donato, Caroline Franz, Sharon Epstein, Charlotte Gibson, Kenneth Harvey, David Hiltrand, Janet Iacobuzio, Anita Jaffe, Frederick Johnson, Susan Kirshenbaum, Kathleen Klein, N. Gail Lawrence, Mimi Leahy, Kathleen Klein, Karen Lewis, Taylor Miller, Victor Miller, Jane Owen Murphy, Juliet Law Packer, Michelle Patrick, John PiRoman, Pete T.Rich, John Saffron, Courtney Simon, Peggy Sloan, Elizabeth Smith, Gillian Spencer, Millee Taggart, Ralph Wakefield, Elizabeth Wallace, Addie Walsh, Mary K. Wells, Jack Wood, Rodney Christopher, Laura Siggia, Moses Thomas Greene, Wisner Washam, Marlene McPherson, Elizabeth Snyder, Lisa K. Connor, Rebecca Taylor y Suzanne V. Johnson.

### Editores
Anthony Pascarelli, Mason Dickson, Marika Kushel Brancato, Ernie Generalli, Matthew Griffin, Corey Pitts, Myron Tookes, Teresa Cicala

## Transmisión
El programa se transmitió en ABC Daytime durante la totalidad de su transmisión televisiva:
- 5 de enero de 1970 - 4 de julio de 1975: 1: 00–1: 30 p. m. (12: 00–12: 30 p. m., CT / PT)
- 7 de julio de 1975 - 14 de enero de 1977: 12: 30–1: 00 p. m. (11:30 a. m. - 12:00 p. m., CT / PT)
- 17 de enero de 1977 - 22 de abril de 1977: 1: 00–1: 30 p. m. (12: 00–12: 30 p. m., CT / PT)
- 25 de abril de 1977 - 23 de septiembre de 2011: 1: 00–2: 00 p. m. (12: 00–1: 00 p. m., CT / PT)

Desde enero de 1970 hasta julio de 1975, el programa se transmitió durante treinta minutos a la 1 p. m. (12 p. m.), pero cuando se estrenó el nuevo Ryan's Hope, All My Children se adelantó media hora a las 12:30 p. m. (11:30 a. m.). Regresó a su horario original en enero de 1977 y permaneció allí hasta su final de septiembre de 2011, expandiéndose a episodios de sesenta minutos el 25 de abril de 1977.
En el momento de la cancelación del programa, All My Children se transmitió de lunes a viernes a la 1 p. m. hora del este, con la opción de transmitir el programa al mediodía (11 a. m. hora central) para las estaciones que transmiten noticias en ese horario. Los Encores se transmitieron en Soapnet en horario estelar a las 8 p. m. (7 p. m.), tarde en la noche a la 1 a. m. (medianoche) y temprano en la mañana a las 7 a. m. (6 a. m.). Los episodios de la semana se transmitieron en un maratón los domingos por la noche a la medianoche (11 p. m.).
A partir del 29 de abril de 2013, los nuevos episodios de treinta minutos se transmiten en The OnLine Network (TOLN) a través de Hulu, Hulu Plus e iTunes a las 2 a. m. PST y a las 5 a. m. EST cada semana, de lunes a jueves, y están disponibles para su visualización durante una semana. en Hulu e indefinidamente en Hulu Plus e iTunes. En Canadá, también a partir del 29 de abril de 2013, los nuevos episodios están disponibles en la red de cable FX de Canadá al mediodía de lunes a jueves.

## Premios y nominaciones
Esta es una lista de los ganadores de los Premios Emmy; el espectáculo y sus intérpretes han recibido 360 nominaciones:
- Series dramáticas y categorías de intérpretes
- Serie Dramática: 1992; 1994; 1998
- Actor principal: Darnell Williams ( Jesse Hubbard ) 1985; David Canary ( Adam Chandler y Stuart Chandler ) 1986, 1988, 1989, 1993, 2001
- Actriz principal: Dorothy Lyman ( Opal Cortlandt ) 1983; Susan Lucci ( Erica Kane ) 1999;
- Actor de reparto: Warren Burton (Eddie Dorrance) 1980; Darnell Williams ( Jesse Hubbard ) 1983; Michael E. Knight (Tad Martin) 2001; Josh Duhamel (Leo du Pres) 2002; Vincent Irizarry (David Hayward) 2009
- Actriz de reparto: Francesca James (Kelly Cole Tyler) 1980; Dorothy Lyman (Opalo Cortlandt) 1982; Kathleen Noone (Ellen Dalton) 1987; Ellen Wheeler (Cindy Parker) 1988; Debbi Morgan (Angie Hubbard) 1989; Julia Barr (Brooke English) 1990, 1998
- Actor más joven: Michael E. Knight ( Tad Martin ) 1986, 1987
- Actriz más joven: Cady McClain ( Dixie Cooney Martin ) 1990; Sarah Michelle Gellar ( Kendall Hart ) 1995; Eden Riegel ( Bianca Montgomery ) 2005; Brittany Allen ( Marissa Chandler ) 2011
- Trayectoria: Ray MacDonnell ( Joe Martin ) 2004; Ruth Warrick ( Phoebe Tyler Wallingford ) 2004; Agnes Nixon (Creadora)

## Legado
La compañía de juegos TSR, Inc. presentó el juego All My Children en 1985, basado en el drama diurno. El juego vendió más de 150.000 copias.
Se lanzó un DVD el 24 de enero de 2004, titulado Daytime's Greatest Weddings, que contenía All My Children y otras bodas de telenovelas diurnas.
También se produjo una línea de perfumes y lociones corporales basada en la serie. Hace tiempo que se suspendió, aunque ocasionalmente aparecen piezas en sitios de venta personales.